# Keplerova úloha
Keplerova úloha je v klasické mechanice problém dvou těles, která spolu interagují centrálními silami, jejichž velikost je nepřímo úměrná druhé mocnině vzdálenosti těchto těles (gravitační síla, elektrická síla, magnetická síla). Úkolem je nalézt, jak se s časem mění poloha nebo rychlost těchto těles.
Keplerova úloha byla nazvána po Johannu Keplerovi, který objevil Keplerovy zákony, které jsou řešením Keplerovy úlohy.

## Odvození tvaru trajektorie a pohybové rovnice pro tělesa, mezi nimiž působí gravitační síla
Mějme tělesa o hmotnostech {\displaystyle m_{1}} a {\displaystyle m_{2}}. Velikost síly, kterou se přitahují, je dána vztahem
{\displaystyle F={\frac {Gm_{1}m_{2}}{r^{2}}}},
kde {\displaystyle G} je gravitační konstanta a {\displaystyle r} vzdálenost těles. Této síle odpovídá potenciální energie
{\displaystyle V=-{\frac {Gm_{1}m_{2}}{r}}}.
Lagrangián soustavy je pak dán výrazem
{\displaystyle L=T-V={\frac {1}{2}}m_{1}{\dot {x}}_{1}^{2}+{\frac {1}{2}}m_{2}{\dot {x}}_{2}^{2}+{\frac {Gm_{1}m_{2}}{|{x}_{2}-{x}_{1}|}}},
kde {\displaystyle {x}_{1}} a {\displaystyle {x}_{2}} jsou polohové vektory prvního a druhého tělesa.
Ukazuje se výhodnější pracovat v těžišťové soustavě. Zavedeme tedy nové proměnné
{\displaystyle {X}={\frac {m_{1}{x}_{1}+m_{2}{x}_{2}}{m_{1}+m_{2}}}},
{\displaystyle {x}={x}_{1}-{x}_{2}},
kde první popisuje polohu těžiště a druhá relativní polohu prvního tělesa.
Lagrangián v těchto proměnných má tvar
{\displaystyle L={\frac {1}{2}}M{\dot {X}}^{2}+{\frac {1}{2}}\mu {\dot {x}}^{2}+{\frac {Gm_{1}m_{2}}{|{x}|}}},
kde
{\displaystyle M=m_{1}+m_{2}}
a
{\displaystyle \mu ={\frac {m_{1}m_{2}}{m_{1}+m_{2}}}}.
Zde je zřejmé, že proměnná {\displaystyle {X}} je cyklická (vystupuje v lagrangiánu pouze zderivovaná), a proto je výraz {\displaystyle M{\dot {X}}} integrálem pohybu, což představuje zákon zachování hybnosti soustavy. Dále se můžeme omezit na případ, kdy se v naší soustavě těžiště nepohybuje. Lagrangián ve sférických souřadnicích má pak tvar
{\displaystyle L={\frac {1}{2}}\mu ({\dot {r}}^{2}+r^{2}{\dot {\theta }}^{2}+r^{2}\sin ^{2}\theta {\dot {\varphi }}^{2})+{\frac {Gm_{1}m_{2}}{r}}}.
Lze přitom ukázat, že pokud je na začátku pohyb takový, že {\displaystyle \theta =90} a {\displaystyle {\dot {\theta }}=0}, pak pro další časy {\displaystyle \theta } zůstane 90°. Proto můžeme tuto proměnnou položit této hodnotě rovnu a více se jí nezabývat (pohyb se tedy odehrává v rovině {\displaystyle z=0}). Lagrangián má pak tvar
{\displaystyle L={\frac {1}{2}}\mu ({\dot {r}}^{2}+r^{2}{\dot {\varphi }}^{2})+{\frac {Gm_{1}m_{2}}{r}}} ,
což je ekvivalentní (lagrangián je možno násobit konstantou, protože to nemá vliv na podobu pohybových rovnic) tvaru
{\displaystyle L={\frac {1}{2}}({\dot {r}}^{2}+r^{2}{\dot {\varphi }}^{2})+{\frac {GM}{r}}} .
Lagrangeovy pohybové rovnice druhého druhu mají pro tento lagrangián tvar:
{\displaystyle r^{2}{\dot {\varphi }}=l} ,
{\displaystyle {\ddot {r}}=r{\dot {\varphi }}^{2}-{\frac {GM}{r^{2}}}} .

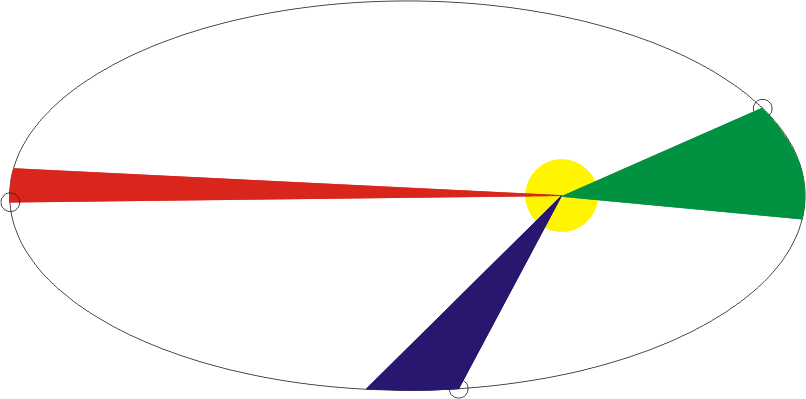
Plocha opsaná průvodičem planety za stejný čas.

První rovnice představuje zákon zachování momentu hybnosti, jenž je úměrný konstantě {\displaystyle l}, druhá pak tomu, že radiální zrychlení je úměrné součtu odstředivé a gravitační síly. Zákon zachování momentu hybnosti je přitom ekvivalentní tomu, že plocha opsaná průvodičem za jednotku času je konstantní (rovna {\displaystyle l/2}). Odvodili jsme tedy druhý Keplerův zákon.
Dosadíme-li první rovnici do druhé, získáváme diferenciální rovnici druhého řádu pro proměnnou {\displaystyle r}:
{\displaystyle {\ddot {r}}={\frac {l^{2}}{r^{3}}}-{\frac {GM}{r^{2}}}} .
Při řešení této rovnice je výhodnější přejít k proměnné {\displaystyle u={\frac {1}{r}}} . Potom totiž máme:
{\displaystyle {\dot {r}}={\frac {\rm {d}}{{\rm {d}}t}}{\frac {1}{u}}=-{\frac {1}{u^{2}}}{\frac {{\rm {d}}u}{{\rm {d}}\varphi }}{\frac {{\rm {d}}\varphi }{{\rm {d}}t}}=-l{\frac {{\rm {d}}u}{{\rm {d}}\varphi }}} .
Označíme-li {\displaystyle u'={\frac {{\rm {d}}u}{{\rm {d}}\varphi }}}, dostáváme
{\displaystyle {\ddot {r}}=-lu''{\dot {\varphi }}=-l^{2}u^{2}u''}.
Po dosazení do původní rovnice získáváme Binetův vzorec
{\displaystyle u''+u={\frac {GM}{l^{2}}}} ,
což je rovnice pro lineární harmonický oscilátor s konstantní pravou stranou. Obecné řešení má tedy tvar
{\displaystyle u(\varphi )=A\cos(\varphi -\varphi _{0})+{\frac {GM}{l^{2}}}} .
Rovnice vypočtené křivky v polárních souřadnicích tedy je
{\displaystyle r={\frac {1}{{\frac {GM}{l^{2}}}+A\cos(\varphi -\varphi _{0})}}={\frac {\frac {l^{2}}{GM}}{1+A{\frac {l^{2}}{GM}}\cos(\varphi -\varphi _{0})}}={\frac {p}{1+\varepsilon \cos(\varphi -\varphi _{0})}}},
kde
{\displaystyle p={\frac {l^{2}}{GM}}} ,
{\displaystyle \varepsilon =A{\frac {l^{2}}{GM}}} .
Z posledního výrazu je patrné, že se jedná o rovnici kuželosečky v polárních souřadnicích, přičemž {\displaystyle p} představuje parametr kuželosečky a {\displaystyle \varepsilon } její excentricitu. Výsledná křivka je tedy kružnice, elipsa, parabola nebo hyperbola. Odvodili jsme tedy první Keplerův zákon. Speciálně planety se pohybují po elipsách a Slunce je v ohnisku.

## Perioda oběhu po elipse
Nejprve se budeme zabývat kružnicí a elipsou, tedy když je numerická excentricita {\displaystyle \varepsilon <1}. V tomto případě je křivka uzavřená a tedy lze vypočítat periodu oběhu.
Ta musí být rovna poměru obsahu elipsy a toho, jaký obsah opíše průvodič za sekundu, tedy
{\displaystyle T={\frac {2\pi ab}{l}}},
kde {\displaystyle a} a {\displaystyle b} je velká a malá poloosa elipsy.
Přitom z předpisu elipsy v polárním tvaru je zřejmé, že platí
{\displaystyle 2a={\frac {p}{1+\varepsilon }}+{\frac {p}{1-\varepsilon }}={\frac {2p}{1-\varepsilon ^{2}}}},
dále pak dle definice výše
{\displaystyle p={\frac {l^{2}}{GM}}},
nakonec ještě využijeme základní vztah pro elipsu
{\displaystyle b=a{\sqrt {1-\varepsilon ^{2}}}}.
Po dosazení do rovnice pro periodu oběhu máme
{\displaystyle T={\frac {2\pi a^{2}{\sqrt {1-\varepsilon ^{2}}}}{\sqrt {GMp}}}={\frac {2\pi a^{2}{\sqrt {1-\varepsilon ^{2}}}}{\sqrt {GMa(1-\varepsilon ^{2})}}}={\frac {2\pi }{\sqrt {GM}}}a^{\frac {3}{2}}}.
Úpravou získáváme třetí Keplerův zákon v obvyklém tvaru:
{\displaystyle {\frac {a^{3}}{T^{2}}}={\frac {GM}{4\pi ^{2}}}}.
Byly tedy odvozeny všechny tři Keplerovy zákony. Všimněme si, že perioda oběhu závisí pouze na velikosti hlavní poloosy, nikoliv na excentricitě elipsy.

## Keplerova rovnice
Pro podrobnější diskusi je třeba odvodit i závislost relativní poloh těles na čase, nikoliv jen trajektorii letu. Tato závislost je dána Keplerovou rovnicí.
V tomto případě je výhodnější místo závislosti {\displaystyle \varphi } na čase zkoumat závislost excentrické anomálie {\displaystyle E}, která je pro tento účel výhodnější parametrizací.
Pro elipsu přitom platí
{\displaystyle x=a\cos E-\varepsilon a},
{\displaystyle y=b\sin E},
kde osa x míří k perihelu, tedy do místa, kdy je planeta nejblíže. Střed soustavy leží v ohnisku elipsy.